# 4313 Bouchet
A 4313 Bouchet (ideiglenes jelöléssel 1979 HK1) a Naprendszer kisbolygóövében található aszteroida. Henri Debehogne fedezte fel 1979. április 21-én.